# Gulai (köpinghuvudort i Kina, Zhejiang Sheng, lat 29,69, long 120,64)
Gulai (kinesiska: 谷来, 谷来镇) är en köpinghuvudort i Kina. Den ligger i provinsen Zhejiang, i den östra delen av landet, omkring 77 kilometer sydost om provinshuvudstaden Hangzhou. Antalet invånare är 18 501. Befolkningen består av 928 kvinnor och 9 373 män. Barn under 15 år utgör 14,0 %, vuxna 15-64 år 70 %, och äldre över 65 år 14,0 %.
Runt Gulai är det tätbefolkat, med 343 invånare per kvadratkilometer. Närmaste större samhälle är Chongren, 10,9 km sydost om Gulai. I omgivningarna runt Gulai växer i huvudsak blandskog.
Genomsnittlig årsnederbörd är 2 022 millimeter. Den regnigaste månaden är juni, med i genomsnitt 356 mm nederbörd, och den torraste är januari, med 72 mm nederbörd.